# Julus melanopygus
Julus melanopygus är en mångfotingart som beskrevs av Brandt 1841. Julus melanopygus ingår i släktet Julus och familjen kejsardubbelfotingar. Inga underarter finns listade i Catalogue of Life.